# Piercia edwardsi
Piercia edwardsi är en fjärilsart som beskrevs av Fletcher 1958. Piercia edwardsi ingår i släktet Piercia och familjen mätare. Inga underarter finns listade i Catalogue of Life.